# カンパリ

カンパリ（伊: Campari）とは、苦味のあるタイプのリキュールの銘柄の1つである。液色は赤く、アルコール度数は25度。エキス分は19％。イタリアで生産されている。イタリア語で「苦い」を意味する語が「アマロ（アマーロ、Amaro）」なので、アマロ系のリキュールなどと言われることもある。
2017年6月6日、アサヒビールが日本国内での販売権を獲得、2017年9月1日から発売することを発表した。
2020年5月、CTスピリッツジャパンが輸入販売することを発表した。

## 概要

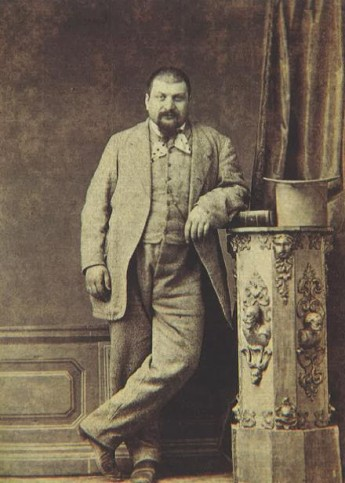
ガスパーレ・カンパリ

イタリア、ミラノの大聖堂広場に面した場所でカフェを営んでいたガスパーレ・カンパリが1860年に自家製リキュールを「ビッテル・アルーソ・ドランディア（Bitter All'uso d'Hollandia、「オランダ風苦味酒」の意）」と名付けて客に販売したのが始まりである。ガスパーレの次男ダヴィデ・カンパリの代になって、酒の名前を「カンパリ」と改め、瓶詰販売も行うようになった
その後、製造元はカンパリグループと企業グループに成長した。カンパリ社は、ベルモットのチンザノ、ウォッカのスカイウォッカなどを傘下におさめる、酒造業界の一大グループとなっている。
カンパリの製法は明らかにされていないが、ビター・オレンジ、キャラウェイ、コリアンダー、リンドウの根など、60種類にのぼる材料が使われていると言われる。リキュールの中ではビター系リキュールに入る。
鮮やかな赤い色と苦味を特徴としており、通常何かで割って飲んだり、カクテルのベースとして使われたりすることが多いが、ストレートでも飲むことができる。イタリアでは基本的にはソーダ割り（カンパリ・ソーダ）にして飲まれるが、オレンジジュースで割ったカンパリ・オレンジも好まれている。
着色料として長らくカルミン酸色素＝コチニール（エンジムシから取れる染料）が使用されていたが、2007年10月以降は代替着色料として赤色2号、青色1号、黄色5号を使用したロットに切り替わったため、該当する食品添加物の摂取を避けている場合には注意が必要である。
その他、カンパリ社ではベリー類のリキュールである「コーディアル・カンパリ」という製品を出していた。色は無色透明であり「カンパリの白」とも言われたが、現在は販売を終了しており一般での入手は難しくなっている。

## カンパリを使ったカクテル
Category:カンパリベースのカクテル参照

## その他
- ジャッカルの日（1973年、英仏合作映画）劇中にカンパリを飲みながら打ち合わせをするシーンがある[6]。